# Melanociti
Melanociti su tjelesne stanice. Smjestile su se između bazalnih stanica epiderme kože.

## Uloga
U ovim se stanicama sintetiziraju pigmenti melanin i feomelanin. Melanin je crn, a feomelanin crveno-smeđ ili žut. Pigmenti koži daju boju. Melanocit stimulacijski hormon (MSH) kontrolira proizvodnju pigmenta u koži. Taj hormon luči žlijezda hipofiza, njen srednji režanj.

## Kemijski procesi
U melanocitima se zbivaju kemijske reakcije. Pomoću enzima fenol-oksidaze i drugih se iz aminokiselina tirozina sintetiziraju pigmenti.

## Građa
Unutar melanocita su melanosomi unutar kojih je pigment. Oni štite kožu od štetnog djelovanja ultraljubičastih zraka.